# Colostethus ruthveni
Colostethus ruthveni är en groddjursart som beskrevs av Kaplan 1997. Colostethus ruthveni ingår i släktet Colostethus och familjen pilgiftsgrodor. IUCN kategoriserar arten globalt som starkt hotad. Inga underarter finns listade i Catalogue of Life.